# Biondia
Biondia es un género de fanerógamas de la familia Apocynaceae. Contiene 14 especies. Son originarias de China

## Descripción
Son lianas o hierbas trepadoras.Tiene las hojas lineares a lanceoladas, generalmente diminutas, de color pálido con puntos adaxiales. Las inflorescencias extra-axilares en forma de umbelas. Sépalos valvados, a menudo con 5 glándulas basales. 

## Taxonomía
El género fue descrito por Rudolf Schlechter y publicado en Botanische Jahrbücher für Systematik, Pflanzengeschichte und Pflanzengeographie 36(5, Beibl. 82): 91. 1905.

## Especies
| - Biondia chinensis Schltr. - Biondia crassipes M.G.Gilbert & P.T.Li - Biondia elliptica P.T.Li & Z.Y.Zhu - Biondia hemsleyana (Warb.) Tsiang - Biondia henryi (Warb. ex Schltr. & Diels) Tsiang & P.T.Li - Biondia insignis Tsiang - Biondia laxa M.G.Gilbert & P.T.Li - Biondia longipes P.T.Li - Biondia microcentra (Tsiang) P.T.Li - Biondia parviurnula M.G.Gilbert & P.T.Li - Biondia pilosa Tsiang & P.T.Li - Biondia revoluta M.G.Gilbert & P.T.Li - Biondia tsiukowensis M.G.Gilbert & P.T.Li - Biondia yunnanensis (H.Lév.) Tsiang |